# 과대표집과 과소표집
오버샘플링과 언더샘플링은  자료 집합의 비율을 조정하는 것이다. 특정 클래스가 실제 비율보다 과도하게 많이 표집되었다면 오버샘플링(과대표집, 誇大標集, 과다표집, overampling), 과도하게 적게 표집되었다면 언더샘플링(과소표집, 誇少標集, undersampling)이라고 한다. 불균형한 데이터의 경우, 실제 성능을 높이기 위해 비율을 조정해서 일부러 많이 들어있는 종류는 오버샘플링하고, 적게 들어있는 종류는 언더샘플링을 해야 하는 경우도 있다.

## 같이 보기
- 표집
- 데이터 증대